# Nova Gora, Krško
Nova Gora je naselje v Občini Krško.